# 福連木村
福連木村（ふくれぎむら）は熊本県の天草諸島、天草下島に存在していた村。

## 歴史
- 1889年（明治22年）4月1日 - 町村制の施行に伴い、単独で自治体を形成。
- 1956年（昭和31年）9月21日 - 福連木村が下田村・高浜村・大江村と合併して天草町が発足。